# Капризов, Кирилл Олегович
Кири́лл Оле́гович Капри́зов (род. 26 апреля 1997, Кузедеево, Кемеровская область) — российский хоккеист, нападающий клуба НХЛ «Миннесота Уайлд». Олимпийский чемпион игр в Пхёнчхане 2018. Серебряный призёр молодёжного чемпионата мира 2016 года. Бронзовый призёр молодёжного чемпионата мира 2017 года. Обладатель Кубка Гагарина (2019). Бронзовый призёр чемпионата мира 2019. Лауреат «Колдер Трофи» 2021 года лучшему новичку НХЛ. Заслуженный мастер спорта России.

## Ранние годы
В детстве Кирилл Капризов жил в поселке Кузедеево, расположенном в часе езды от Новокузнецка. В возрасте четырёх лет его вместе с братом отец, игравший в хоккей до 16 лет, отвёз на ледовую арену. Кириллу, в отличие от брата, сразу же понравился хоккей. Он начал заниматься этим видом спорта, из-за чего отцу приходилось каждый день возить сына на тренировки и обратно в течение четырёх последующих лет. В хоккейной школе начал играть на позиции защитника из-за хорошего катания спиной, но через год был переведён в нападение. Показывал результативную игру на детско-юношеском уровне. С командой «Металлург» 1997 года рождения под руководством Андрея Лучанского трижды играл в финальных турнирах первенства России. Наиболее удачным для нападающего стал турнир 2012 года, когда Капризов в 4 матчах заработал 11 результативных баллов.
Заявлял, что первый тренер Андрей Лучанский воспитывал его с детства в профессиональном смысле и именно этот человек сыграл очень большую роль в его формировании, как спортсмена. Он проявлял строгость характера, но при этом сохранял доброе отношение. Под руководством Лучанского выяснилось, что Капризов может играть в любом амплуа, кроме вратарского. У Лучанского тренировался до 16 лет. В январе 2018 года, после включения в состав сборной России, Капризов в знак уважения и благодарности подарил своему первому тренеру автомобиль.

## Клубная карьера

### МХЛ
С 15 лет Капризов принимал участие в тренировках и товарищеских матчах в составе команды Молодёжной хоккейной лиги «Кузнецкие медведи», но не мог выступать в чемпионате МХЛ до начала сезона 2013/14 из-за регламента лиги, запрещающего выступать хоккеистам, не достигшим 16-летнего возраста. Дебютировал в МХЛ только 3 сентября 2013 года в матче против кирово-чепецкой «Олимпии», в котором сумел заработать результативный балл, отдав голевую передачу. Однако в последующих играх стартового отрезка у него не получалось стабильно набирать очки. Только после середины сезона Капризов начал регулярно зарабатывать результативные баллы. По итогам регулярного чемпионата стал четвёртым бомбардиром в команде, набрав 34 (18+16) очка в 52 матчах. Также выступил вместе с «Медведями» в розыгрыше плей-офф. Новокузнечане дошли до полуфинала Восточной конференции, где уступили «Барсу». Капризов провёл восемь игр в первых двух раундах плей-офф, в которых отличился одной заброшенной шайбой и двумя результативными передачами. В опубликованном после окончания сезона МХЛ рейтинг-листе самых талантливых хоккеистов-дебютантов лиги занял первое место.

### КХЛ

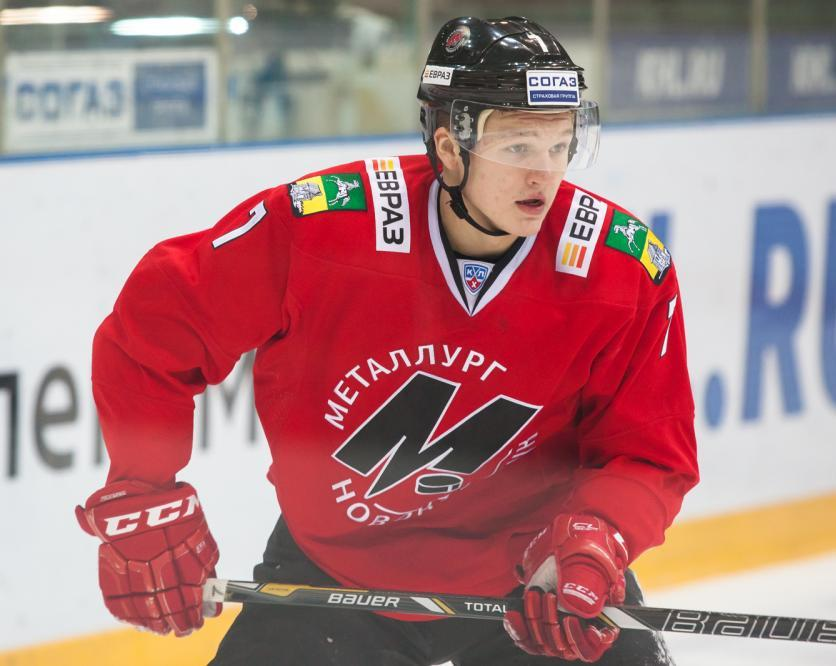
Капризов в составе новокузнецкого «Металлурга» в 2015 году

В мае 2014 года новокузнецкий «Металлург» выбрал Капризова под первым номером на драфте юниоров КХЛ. Капризов проводил подготовку к новому сезону в составе основной команды. Главный тренер «металлургов» Герман Титов высоко оценивал талант и перспективы юного нападающего, отмечая, что Капризов стал одним из лучших игроков на предсезонном сборе. 6 сентября, в матче против «Сибири», дебютировал на взрослом уровне, а ровно через месяц сумел заработать своё первое очко в КХЛ, отдав результативную передачу в игре с «Северсталью». 7 ноября 2014 года, в матче с «Медвешчаком», забросил первую шайбу за «Металлург», став на тот момент самым молодым игроком, забившим гол в сезоне 2014/15. По ходу сезона являлся основным игроком «Металлурга», но периодически пропускал матчи КХЛ из-за отдыха, предоставляемого тренерским штабом. Всего в дебютном для себя сезоне в КХЛ провёл 31 матч, заработав 8 результативных баллов. По окончании регулярного чемпионата КХЛ Капризов был отправлен на усиление «Кузнецких Медведей», готовящихся к плей-офф МХЛ, однако новокузнецкая команда не сумела победить соперника по первому раунду — «Белых Медведей». По итогам сезона попал в рейтинг 30 лучших играющих в Европе хоккеистов предстоящего драфта НХЛ 2015 года, что позволило игроку рассчитывать на выбор одной из команд Национальной хоккейной лиги. Наибольшую заинтересованность на драфте в новокузнецком игроке проявил клуб «Миннесота Уайлд», выбравший Капризова в пятом раунде под общим 135-м номером. При этом Капризов стал первым за 12 лет российским хоккеистом, выбранным «Уайлд» на драфте.
Был выбран одним из участников Матча звёзд КХЛ, который прошёл 23 января 2016 года в Москве. Забросил три шайбы и отдал голевую передачу, выступая за команду Востока. 26 января получил почетный знак «Спортивная доблесть Кузбасса» из рук губернатора Кемеровской области Амана Тулеева.
2 мая 2016 года подписал двухлетний контракт с уфимским клубом «Салават Юлаев». За переход «Металлург» получил от уфимцев 80 миллионов рублей. Трансфер Капризова стал самым дорогим в истории новокузнецкого клуба.
1 мая 2017 года в результате обмена на денежную компенсацию перешёл из уфимского «Салавата Юлаева» в ЦСКА, 10 августа стало известно, что Капризов подписал новый трёхлетний контракт с ЦСКА.
В сезоне 2018/19 вместе с командой стал обладателем Кубка Гагарина. Капризов за этот сезон в 74 матчах набрал 65 очков.

### НХЛ
13 июля 2020 года подписал двухлетний контракт новичка с клубом НХЛ «Миннесота Уайлд». Дебютировал в НХЛ 14 января 2021 года в матче против «Лос-Анджелес Кингз», в котором набрал 3 очка, отдав две передачи и забив победную шайбу в овертайме. 12 марта 2021 года оформил свой первый хет-трик в НХЛ, забросив три шайбы в ворота «Аризоны Койотис». 30 июня 2021 года получил «Колдер Трофи» — приз лучшему новичку НХЛ.
21 сентября 2021 года Капризов подписал пятилетний контракт на $45 млн с «Миннесотой Уайлд». В результате заключения этого контракта Капризов стал наиболее высокооплачиваемым игроком, играющим второй сезон, за всю историю НХЛ. 13 января 2022 года был вызван на матч всех звёзд НХЛ. 24 января 2022 года Капризов добрался до отметки 100 очков в НХЛ, проведя 92 матча. В сезоне 2021/22 три раза набирал по 4 очка за матч. Всего набрал 108 очков (47+61) в 81 матче при показателе полезности +27 и занял пятое место среди лучших бомбардиров и лучших снайперов сезона. 

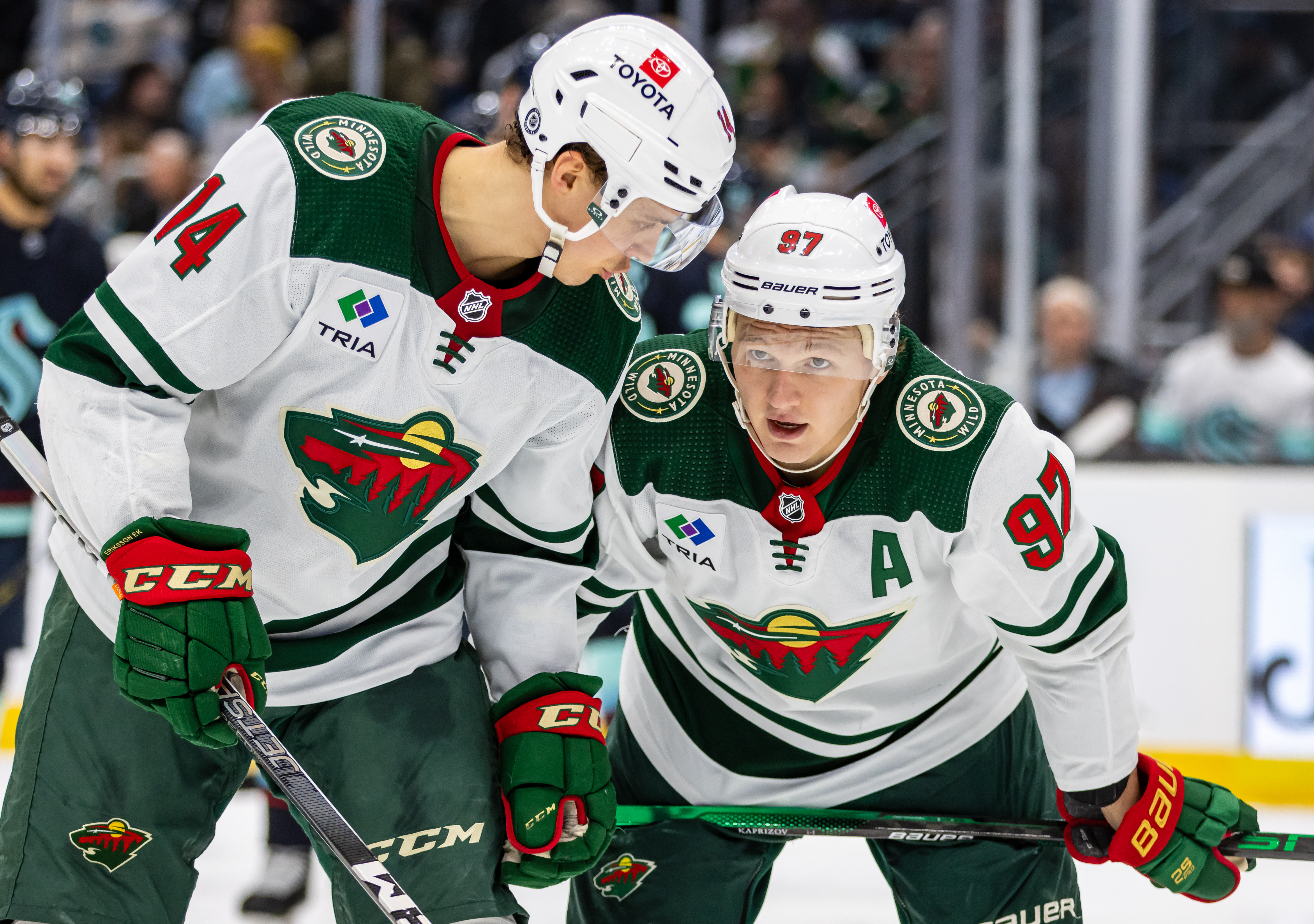
Кирилл Капризов в составе «Миннесота Уайлд» в 2023 году

9 июля 2022 года стало известно, что Капризов не может вернуться в США, потому что у него нет рабочей визы. Ранее ему было разрешено находиться в стране без визы, поскольку консульства были закрыты из-за пандемии коронавируса. До этого в СМИ появилась информация, что Капризов разыскивается в Башкирии по делу о покупке в 2017 году военного билета у экс-полицейского Фарита Самигуллина, который был задержан в апреле 2022 года. Хотя у хоккеиста есть приписное свидетельство, а также справка об отсрочке от армии в связи с обучением по очной форме в РАНХиГС, он до конца недели должен закрыть вопрос о временной отсрочке от службы в армии —представитель Капризов должен предоставить в уфимский военкомат обновлённую справку об обучении на очной форме в Российской академии народного хозяйства и государственной службы.
21 января 2024 года сделал свой 4-й хет-трик в НХЛ, трижды забросив в ворота «Каролины Харрикейнз» (5:2). 19 февраля 2024 года Капризов набрал 6 очков (3+3) в матче против «Ванкувер Кэнакс» (10:7). В этом же матче 6 очков (3+3) набрал и Юэль Эрикссон Эк. «Уайлд» уступали 1:4 по ходу второго периода. Капризов стал вторым в истории российским хоккеистом, набравшим 6 очков за один матч в НХЛ после Никиты Кучерова. Капризов и Эрикссон Эк повторили рекорд «Уайлд» по набранным очкам за один матч, Капризов повторил рекорд клуба по набранным очкам за один период (4). 3 марта сделал хет-трик в ворота «Сан-Хосе Шаркс» (4:3). За 1,5 месяца Капризов сделал столько же хет-триков, сколько за всю карьеру в НХЛ до этого. Третья шайба Капризова стала для него 300-м очком в НХЛ (143+157), он затратил на это 258 матчей (пятый результат среди действуюших игроков НХЛ, быстрее 300 очков набирали Сидни Кросби, Александр Овечкин, Евгений Малкин и Коннор Макдэвид). Всего в сезоне 2023/24 Капризов набрал 96 очков (46+50) в 75 матчах при показателе полезности +11. Капризов занял 11-е место в НХЛ по набранным очкам и 8-е место по заброшенным шайбам. В плей-офф «Миннесота» не вышла.
В начале сезоне 2024/25 выдал серию из 7 матчей подряд, в которых набирал не менее 2 очков. Набирал очки в 20 из первых 24 матчей сезона, возглавив гонку бомбардиров с 39 очками (16+23).

## Карьера в сборной

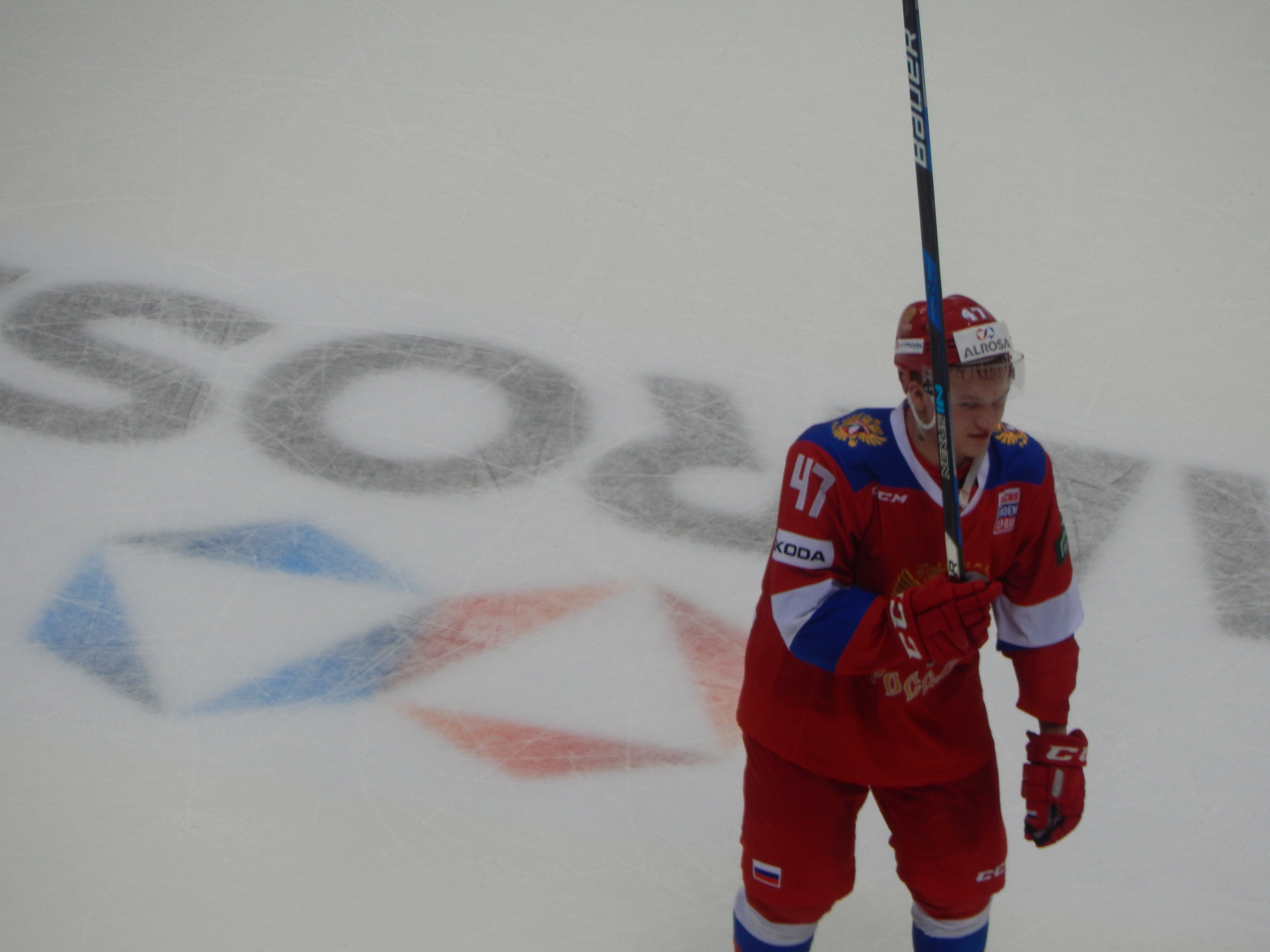
В составе сборной России
на Кубке Первого канала 2017

Капризов имеет богатый опыт выступления за юниорскую сборную России. Принимал участие на Мемориале Глинки, завершившемся для российской команды неудачно. Играл на Мировом кубке вызова и Турнире пяти наций, которые принесли ему бронзовую и золотую медали соответственно. В 2015 году был включён в окончательный состав сборной России для участия в юниорском чемпионате мира, при этом был назначен ассистентом капитана. Турнир сложился для игрока неудачно: российская сборная уступила в четвертьфинале сверстникам из Швейцарии, а сам Капризов получил повреждение в одном из матчей группового раунда.
В 2015 году дебютировал за молодёжную сборную России. Из-за большого игрового времени, получаемого нападающим в матчах за новокузнецкий «Металлург», не был приглашён на CHL Canada Russia Series, а принимал участие в турнире в Финляндии. Несмотря на то, что Капризов не сумел проявить себя на международном турнире, он был включён сначала в расширенный список игроков сборной России для подготовки к молодёжному чемпионату мира 2016 года, а затем и в окончательный состав. На этом первенстве мира вместе со сборной дошёл до финала, где россияне проиграли сборной Финляндии со счётом 3:4. Капризов сыграл на турнире в семи матчах, в которых заработал 3 (1+2) балла за результативность.

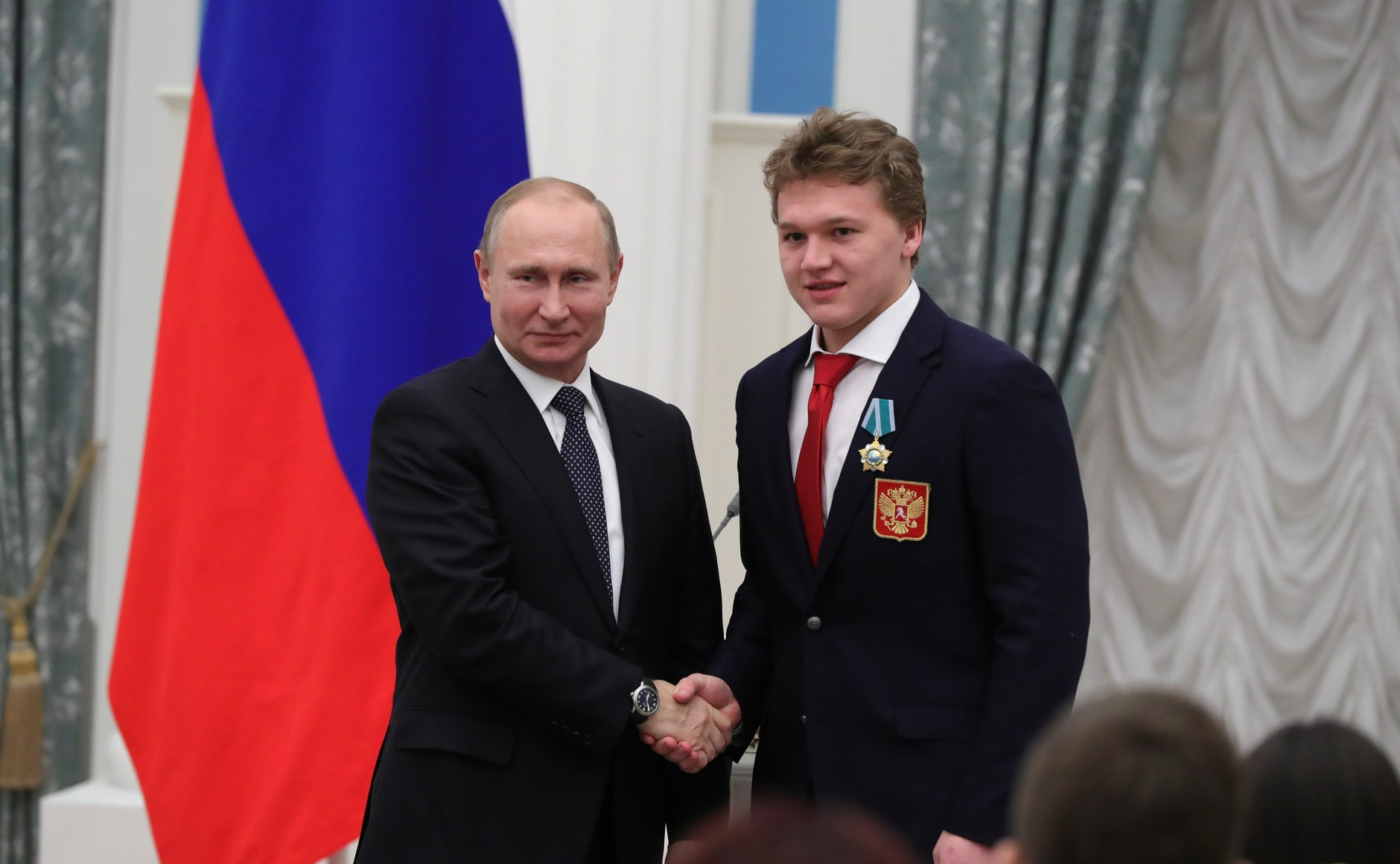
Награждение орденом Дружбы.
Москва, Кремль, 28 февраля 2018 года

На молодёжном чемпионате мира 2017 года был выбран капитаном сборной России и вместе с командой завоевал бронзовые медали. Став лучшим снайпером (9 шайб) и бомбардиром (12 очков), был признан лучшим нападающим турнира и попал в символическую сборную турнира. 2 мая 2017 года был включён в расширенный состав сборной России по хоккею для участия в чемпионате мира 2017, но по ходу турнира дозаявлен так и не был, поэтому 12 мая было объявлено о его отъезде из расположения сборной.
25 января 2018 года включён в состав хоккейной сборной Олимпийских спортсменов из России для участия в зимних Олимпийских играх в Пхёнчхане. Являлся самым молодым членом команды. На турнире в Пхёнчхане в матче против сборной Словении отметился хет-триком. В финальном матче забил победный гол в овертайме в ворота сборной Германии. По итогам Игр вошёл в тройку лучших снайперов и занял второе место среди бомбардиров, записал себе в актив 9 очков (пять забитых шайб и четыре результативных передачи).
В четвертьфинальном матче чемпионата мира 2018 года между сборной России и сборной Канады в овертайме допустил нарушение правил, что повлекло его удаление и способствовало проигрышу российской сборной со счётом 4:5.
На чемпионате мира 2019 года вместе с командой завоевал бронзовые медали. Кирилл в 9 матчах отметился двумя заброшенными шайбами в ворота сборных Швеции и США.

## Стиль игры
Капризов играет на позиции крайнего нападающего, умеющего играть как на левом, так и на правом фланге. Считается техничным хоккеистом, умеющим как хорошо играть в пас, так и способным реализовывать голевые моменты. Отмечают хорошую физическую подготовку и психологическую устойчивость хоккеиста. Недостатком Кирилла являются недостаточно развитые габариты. По версии The Hockey News на начало 2017 года, входил в топ-10 наиболее перспективных хоккеистов мира. В топ-60 лучших выборов драфта за 60 последних лет занял 60-е место.

## Статистика
| Легенда | Легенда                    | Легенда | Легенда                   | Легенда | Легенда    |
| ------- | -------------------------- | ------- | ------------------------- | ------- | ---------- |
| И       | Количество проведённых игр | Штр     | Штрафное время            | +/−     | Плюс-минус |
| Г       | Голы                       | П       | Голевые передачи          | О       | Очки       |
| -       | Статистика неизвестна      | —       | Статистика не учитывалась |         |            |

### В сборной
По данным: Eliteprospects.com и Eurohockey.com

## Достижения
| Год           | Команда       | Достижение                                    | Достижение |
| ------------- | ------------- | --------------------------------------------- | ---------- |
| Клубные       |               |                                               |            |
| 2018          | ЦСКА Москва   | Серебряный призёр чемпионата России / КХЛ     |            |
| 2019          | ЦСКА Москва   | Обладатель Кубка Гагарина                     |            |
| 2019, 2020    | ЦСКА Москва   | Чемпион России (2)                            |            |
| Международные |               |                                               |            |
| 2016          | Россия (мол.) | Серебряный призёр молодёжного чемпионата мира |            |
| 2017          | Россия (мол.) | Бронзовый призёр молодёжного чемпионата мира  |            |
| 2018          | ОСР           | Олимпийский чемпион                           |            |
| 2019          | Россия        | Бронзовый призёр чемпионата мира              |            |

| Год              | Команда               | Достижение                                                 | Достижение |
| ---------------- | --------------------- | ---------------------------------------------------------- | ---------- |
| Клубные          |                       |                                                            |            |
| 2016             | Металлург Новокузнецк | Участник матча звёзд КХЛ (5)                               |            |
| 2017             | Салават Юлаев         | Участник матча звёзд КХЛ (5)                               |            |
| 2018, 2019, 2020 | ЦСКА Москва           | Участник матча звёзд КХЛ (5)                               |            |
| 2019, 2020       | ЦСКА Москва           | Обладатель приза «Лучший снайпер» (2)                      |            |
| 2021             | Миннесота Уайлд       | Колдер Трофи                                               |            |
| 2021             | Миннесота Уайлд       | Символическая сборная новичков                             |            |
| 2022, 2023       | Миннесота Уайлд       | Участник матча всех звёзд НХЛ (2)                          |            |
| Международные    |                       |                                                            |            |
| 2017             | Россия (мол.)         | Лучший снайпер молодёжного чемпионата мира                 |            |
| 2017             | Россия (мол.)         | Лучший бомбардир молодёжного чемпионата мира               |            |
| 2017             | Россия (мол.)         | Лучший нападающий молодёжного чемпионата мира              |            |
| 2017             | Россия (мол.)         | Попадание в Сборную всех звёзд молодёжного чемпионата мира |            |
| 2018             | ОСР                   | Лучший снайпер хоккейного турнира Олимпийских игр          |            |

### Награды
- Орден Дружбы (27 февраля 2018 года) — за высокие спортивные достижения на XXIII Олимпийских зимних играх 2018 года в городе Пхенчхане (Республика Корея), проявленные волю к победе, стойкость и целеустремленность[72].
- Почетный знак «Спортивная доблесть Кузбасса» (26 января 2016)[32].
- Почетный знак «За заслуги перед городом Новокузнецком» (1 февраля 2016 года) — вручён главой города Новокузнецка Сергеем Кузнецовым[73].
- «Колдер Трофи» (2021).